# Dogeza de Tanondemita
Dogeza de Tanondemita (土下座で頼んでみた lit. Intenté Preguntar Mientras Me Inclinaba?) es una serie de manga de comedia sexual japonesa creada por Kazuki Funatsu. Se publicó originalmente como un webcómic a través de la cuenta de Twitter de Funatsu a partir del 18 de marzo de 2017, desde entonces ha sido publicada por Kadokawa Shōten en un volumen tankōbon recopilado. Una novelización de dos partes y una adaptación de imagen real se lanzó en 2018.
Una adaptación a serie de anime producido por el estudio Adonero se estrenó el 14 de octubre de 2020.
La serie sigue a Suwaru Doge, un chico que se inclina frente a mujeres jóvenes pidiendo ver su ropa interior. El enfoque de la obra son las reacciones de las chicas hacia él. La serialización webcómic del manga fue popular.

## Trama
Dogeza de Tanondemita es una comedia sexual, que sigue a Suwaru Doge (土下座 Doge Suwaru?), un hombre que se inclina (dogeza) frente a mujeres jóvenes y les pide que le muestren su ropa interior, inclinándose más y más hacia abajo hasta que escuchen su solicitud; las mujeres reaccionan a sus acciones con asombro, vergüenza y confusión.

## Producción y lanzamiento
El manga fue creado por Kazuki Funatsu y se publicó originalmente de forma irregular como un webcómic a través de la cuenta de Twitter de Funatsu, a partir del 18 de marzo de 2017, como un pasatiempo en paralelo a de su negocio principal. Funatsu vendió dos colecciones impresas en el Comiket en 2017 y 2018. Kadokawa Shōten lanzó un primer volumen tankōbon compilado de la serie el 30 de marzo de 2018, bajo su sello MF Comics.
| N.º | Lanzamiento         | ISBN                   |
| --- | ------------------- | ---------------------- |
| 1   | 30 de marzo de 2018 | ISBN 978-4-04-069692-8 |

## Medios relacionados
Fila superior: Mari Takasugi, Yui Hatano, Miku Abeno
Bishoujo Bunko publicó una novelización en dos partes de la serie en 2018: el volumen 1 el 18 de junio y el volumen 2 el 16 de noviembre. Ambos fueron escritos por Yagi Honjo e ilustrados por Funatsu.
Una adaptación erótica de imagen real del estudio Muku fue lanzada el 13 de octubre de 2018, con las actrices Minori Kotani, Yui Hatano, Miku Abeno, Seri Hoshi, Mihina Nagai, Yuri Asada, Aya Miyazaki, Hibiki Ōtsuki, Yukari Miyazawa, Mari Takasugi, Ai Mukai, Ruka Kanae y Nimo.

### Anime
Se lanzó una serie de cortos de anime adaptando la serie, es producida por Adonero y dirigida por Shinpei Nagai, con diseños de personajes de Harabote, arte de fondo de Ami Takasusuki y color de Akira Nagasaka. El sonido es producido en Dax Production y dirigido por Masakatsu Oomuro, mientras que la música es producida en DMM Music y compuesta por no_my. Nagai también está a cargo del trabajo de animación de la serie. Funatsu se sorprendió cuando se le propuso una adaptación, dijo en julio de 2020 que no podía creer que sucedería; The Fandom Post comentó que es raro que el manga para adultos se adapte a una plataforma convencional. El anime fue anunciado en julio de 2020 por la revista Megami de Gakken, se estrenó el 14 de octubre de 2020 en AT-X, y está previsto que salga al aire durante 12 episodios. Crunchyroll está transmitiendo el anime con subtítulos en inglés. La serie se lanzó en Blu-ray el 23 de diciembre de 2020 en Japón, y se eliminó la censura de la versión transmitida por televisión., junto a un episodio 13 de OVA.
El elenco principal se anunció en agosto de 2020 e incluye a Tomokazu Sugita como Suwaru Doge; Kazuma Horie como la Voz Celestial; Yui Ogura, Juri Nagatsuma, Miyu Tomita, Ayaka Shimizu y Saika Kitamori como el elenco femenino, todas interpretando de 2 a 3 personajes cada una. Shimizu y Kaida pensaron que era emocionante actuar en escenas sexys y vergonzosas, mientras que a Kitamori le gustó poder usar su experiencia de vivir en Kyushu para uno de sus personajes que habla en un dialecto hakata. El tema principal, «¡Dogeza! Do Get That», es interpretada por Ogura, Sugita, Kitamori y Kaida como sus personajes, acreditados como el grupo «Dogeza-tai». Esto marcó la primera vez que Kaida grababa una canción de un personaje y la primera vez que Kitamori grababa música en general; Kitamori disfrutó de la oportunidad, mientras que Kaida expresó un sentimiento de alivio después de haber terminado la grabación.
| # | Título                                                                                | Estreno                 |
| - | ------------------------------------------------------------------------------------- | ----------------------- |
| 1 | «Ahora arrastrándose» «Dogeza Hajimemashita.» (土下座始めました。)                    | 14 de octubre de 2020   |
| 2 | «Ecuación indeterminada» «Futei Hōteishiki» (不定方程式)                              | 21 de octubre de 2020   |
| 3 | «¿Sin bragas? ¡No hay problema!» «Daijōbu! Haitemasenyo!» (大丈夫！履いてませんよ！)  | 28 de octubre de 2020   |
| 4 | «Hardboiled Dogezaland» «Hādo Boirudo Dogezā Rando» (ハードボイルド・ドゲザーランド)  | 4 de noviembre de 2020  |
| 5 | «¡Hola!» «Hai, Konnichiwā» (はい、こんにちわー)                                       | 11 de noviembre de 2020 |
| 6 | «No puedo ser honesto» «Sunao ni Narenakute» (素直になれなくて)                       | 18 de noviembre de 2020 |
| 7 | «Echa un vistazo a ese elefante» «Mite Itte・Sono・Zō-san» (見て行って・その・象さん) | 25 de noviembre de 2020 |
| 8 | «Empecé un bebé.» «Aka-chan Hajimemashita.» (赤ちゃん始めました。)                    | 2 de diciembre de 2020  |
| 9 | «Cielo o infierno» «Hebun・oa・Heru» (ヘブン・オア・ヘル)                             | 9 de diciembre de 2020  |

## Recepción
Según Dengeki Online, la serialización web de Dogeza en Twitter fue popular.
Anime Anime pensó que el formato de la adaptación del anime funcionaba bien, ya que se pueden ver varios de los episodios cortos en una noche. El Fandom Post lo criticó, calificándolo de  «basura» y lleno de malos mensajes.
Un episodio OVA fue lanzado el 12 de enero de 2021.